# À vendre (film, 1998)
Pour les articles homonymes, voir À vendre.
Pour plus de détails, voir Fiche technique et Distribution.
À vendre est un film français réalisé par Laetitia Masson, sorti en 1998.

## Synopsis
Luigi Primo, détective privé, se voit confier la recherche d'une jeune femme qui, quelques jours avant son mariage, a quitté son futur époux. Il découvrira, au fil de son enquête, la vie tourmentée et atypique de France, sa fuite de chez ses parents, de son village, et sa progressive descente aux enfers.

## Fiche technique
- Titre original : À vendre
- Réalisation et scénario : Laetitia Masson
- Photographie : Antoine Héberlé
- Musique : Siegfried
- Assistant réalisateur : Antoine Santana
- Photographie : Antoine Héberlé
- Montage : Aïlo Auguste-Judith
- Production : François Cuel
- Pays d'origine :  France
- Langue : français
- Durée : 100 minutes
- Sortie :  France :  26 août 1998
- Interdit aux moins de 12 ans en France.

## Distribution
- Sandrine Kiberlain : France Robert
- Sergio Castellitto : Luigi Primo
- Jean-François Stévenin : Pierre Lindien
- Aurore Clément : Alice
- Chiara Mastroianni : Mireille
- Mireille Perrier : Ex-femme de Primo
- Samuel Le Bihan : Eric Pacard
- Caroline Baehr : Marie-Pierre Chénu
- Jean-Louis Loca
- Laurence Cormerais
- Roschdy Zem : Le banquier
- Didier Flamand : le muet
- Valérie Dréville et Frédéric Pierrot : le couple du XVIIe arrondissement
- Glomski Sébastien : le proxénète (Marseille)
- Stephane Guillon